# محاصره تسالونیکا (۱۴۲۲ تا ۱۴۳۰)
محاصره تسالونیکا تلاش منجر به موفقیت امپراتوری عثمانی، به رهبری سلطان مراد دوم، برای فتح شهر تسالونیکا، واقع در یونان، از امپراتوری بیزانس طی سال‌های ۱۴۲۲ تا ۱۴۳۰ میلادی بود.
این شهر قبلاً در طی سال‌های ۱۳۸۷ تا ۱۴۰۳ میلادی، پیش از آنکه به سبب نبرد آنکارا به سلطه امپراتوری بیزانس درآید، تحت کنترل امپراتوری عثمانی بود. پس از آنکه امپراتوری بیزانس از مصطفی چلبی به عنوان مدعی تاج و تخت سلطان مراد دوم پشتیبانی کرد، سلطان عثمانی به تسالونیکا حمله نمود. ناتوانی از تدارک منابع و نیروی انسانی برای دفاع از شهر، حاکم آن، آندرونیکوس پالیولوگوس را بر آن داشت تا در سپتامبر ۱۴۲۳ از جمهوری ونیز تقاضای کمک نماید.
ونیزی‌ها که مدعی بودند بیش از عثمانی‌ها حق دارند که فاتح شهر باشند و با کشتی‌هایشان به آب‌های آنجا تجاوز نموده بودند، کوشیدند تا با ارسال چند سفیر به سلطان عثمانی شهر تسالونیکا را در ازای پرداخت خراج سالیانه حفظ کنند، اما سلطان عثمانی این فرستاده‌ها را به حضور نپذیرفت. این منجر به یک جنگ اعلان‌نشده میان عثمانی‌ها و ونیزی‌ها شد، به طوری که عثمانی‌ها به دنبال حصر زمینی شهر و ونیزی‌ها به عملیات دریایی و تلاش‌های دیپلماتیک برای تشکیل یک پیمان ضد عثمانی به منظور اعمال فشار به عثمانی‌ها، برآمدند.
عملیات‌های ونیزی‌ها به‌طور عمده معطوف به شهر گلیبولو و مسدود ساختن تردد در تنگه داردانل بود که نتایج معدودی را به دنبال داشت، از جمله تسخیر دژهایی مانند پلاتمون و کرایستوپولیس. از سوی دیگر، در طی آخرین سال‌های مناقشه، عثمانی‌ها حملاتشان را به سمت متصرفات ونیزی‌ها در آلبانی و دریای اژه هدایت کردند. ونیزی‌ها همچنین برای یافتن متحدانی در میان حاکمان ترک مستقل آناتولی در برابر عثمانی‌ها و نیز در میان شاهزادگان مسیحی اروپا تلاش‌های نمودند، اما موفقیت محدودی در این زمینه بدست آوردند، به طوریکه جنید آیدین از حاکمان ترک که در سال ۱۴۲۵ کوشش نمود کارامانیدها را به اتحادی که در نهایت ثمری نداشت، درآورد، شکست خورد و نیز تلاش به شکل‌گیری یک جنگ صلیبی منجر به خصومت با پادشاهی مجارستان و زیگموند، امپراتور مقدس روم، که خود به‌طور مستقل در امتداد دانوب لشکرکشی کرد تا زمانی که در سال ۱۴۲۸ با سلطان مراد آتش‌بس نمود، شد.
از تعداد ساکنین تسالونیکا در حین محاصره عثمانی‌ها که گاه‌وبیگاه به آن می‌تاختند، سبب قحطی کاسته می‌شد. علاوه بر محدودیت‌های ایجاد شده بر شهر از محاصره عثمانی‌ها، ناتوانی ونیزی‌ها از فراهم‌کردن آذوقه و محافظت از شهر، نقض در حقوق و قوانین جاری و احتکار فراوان توسط مقامات ونیزی منجر به شکلی‌گیری دسته‌های خواهان تسلیم شدن در میان ساکنین گشت. اکثریت مردم محلی علی‌رغم تلاش‌های اسقف اعظم شهر، سیمین تسالونیکا برای تشویق مردم به مقاومت، از سال ۱۴۲۶، با ناتوانی ونیزی‌ها به تأمین کردن صلح مطابق شرایط معلوم خودش، ترجیح می‌دادند که برای جلوگیری از غارت شهر همراه با تسخیر خشونت‌آمیز آن، تسلیم شوند.
از سال ۱۴۲۹ هر دو طرف خود را برای یک رؤیایی نهایی آماده کردند. در ماه مارس، ونیز به‌طور رسمی به امپراتوری عثمانی اعلان جنگ داد، اما ونیزی‌ها به خاطر عدم تمایل طبقه اشراف بازرگان محافظه‌کار به یاری جمهوری ونیز در متحمل شدن هزینه‌ها و خطرات مربوط به افزایش تسلیحات کافی برای محافظت از تسالونیکا، امیدی نداشتند، چه رسد به آنکه عثمانی‌ها را وادار به پذیرش شرایط خود کنند. آسوده شدن از تهدیدات در دیگر مرزهای عثمانی در اوایل ۱۴۳۰، سلطان مراد را قادر ساخت تا ارتشش را در برابر تسالونیکا متمرکز کند که در نهایت منجر به سقوط شهر در یورش ۲۹ مارس ۱۴۳۰ شد. شهر که از جمعیتش به علت محدودیت‌های حاصل از محاصره آن، کاسته شده بود، پس از جنگ، به سایه‌ای از گذشته خود بدل گشت، چنان‌که زمانی ۲۵۰۰۰ تا ۴۰۰۰۰ ساکن داشت، در آن‌موقع دارای جمعیتی برابر با ۲۰۰۰ تن بود، ناگزیر به فراهم نمودن اسکان مجدد در مقیاس بزرگ در طی سال‌های بعد شد. ونیزی‌ها در ماه ژوئیه معاهده صلحی را با عثمانی‌ها منعقد کردند که در آن وضع جدید موجود را به رسمیت شناختند. در طول چند دهه بعد، هم‌آوردی میان جمهوری ونیز و امپراتوری عثمانی به کنترل کردن آلبانی منتقل شد. تسالونیکا به مدت پنج قرن تا قبل از آنکه در ۱۹۱۲ بخشی از پادشاهی یونان شود، در دست عثمانی‌ها باقی ماند.